# 莲塘坳窑址
莲塘坳窑址，位于中国广东省韶关市南雄市全安镇莲塘坳村，现为南雄市文物保护单位，类型为古遗址，公布时间为2006年6月12日。
莲塘坳窑址的历史年代为宋代。